# Merdoum
Le merdoum est un style de chant et un rythme traditionnel de la région du Kordofan au Soudan[réf. nécessaire], popularisé par Abdel Gadir Salim. Sa musique est proche des diverses évolutions des styles musicaux égyptiens.[réf. nécessaire]
Le rythme merdoum est issu de différentes influences arabes apportées par les peuples nomades venus avec leurs troupeaux de tout l’empire arabo-islamique.[réf. nécessaire]